# Fath 360
Fath-360 (auch BM-120) ist eine taktische, ballistische Kurzstreckenrakete des Iran. Sie wurde erstmals vorgestellt im Jahre 2022 am Festtag der iranischen Armee, dem 18. April 2022. Die Rakete wird von der iranischen Aerospace Industries Organisation produziert.

## Entwurf

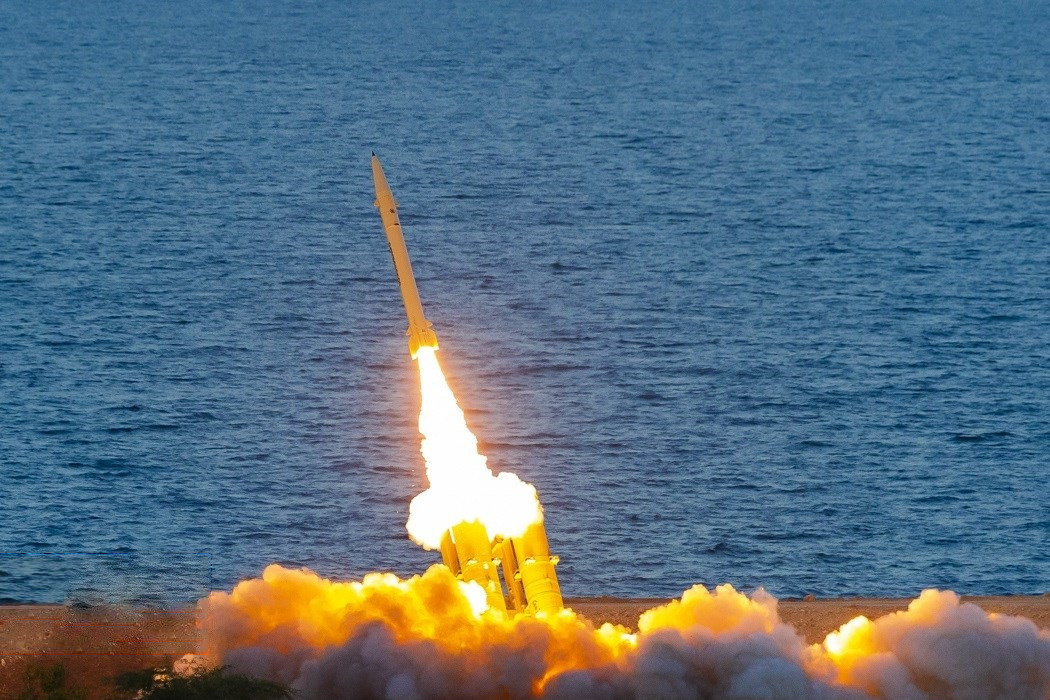
Start einer Fath-360

Die Fath-360 wiegt 787 kg und kann einen Gefechtskopf von 150 kg tragen. Ihre Länge beträgt 5,175 Meter bei einem Durchmesser von 0,368 Metern. Mit diesen Maßen kann sie von einem mobilen, LKW-basierten Werfersystem gestartet werden.
Ihre Reichweite beträgt 30 bis 120 Kilometer bei einer Startgeschwindigkeit von Mach 3 (1020 m/s) und einer Aufschlagsgeschwindigkeit von Mach 4 (1361 m/s).
Die Fath-360 wird aus einem speziellen Container mit kreisförmigem Querschnitt gestartet. Die auf einem LKW montierten Werfersysteme können zwei, drei, vier oder sechs derartige Container tragen, mit jeweils einer Rakete in jedem Container.
Die Fath-360 ist satellitengesteuert. Vermutlich wird das GLONASS-System zur Steuerung benutzt. Es wird vermutet, dass die Fath-360 ein zusätzliches Trägheitsnavigationssystem besitzt.

## Export
Russland hat nach Angaben von US-Außenminister Antony Blinken 225 Kurzstreckenraketen des Typs Fath 360 aus dem Iran geliefert bekommen. Der Transport der Raketen erfolgte mit einem zivilen Schiff vom iranischen Hafen Amirabad aus über das Kaspische Meer und vermutlich weiter über die russische Hafenstadt Astrachan zum Schießplatz der russischen Luftwaffe namens Ashuluk. Des Weiteren berichtete im September 2024 das US-Verteidigungsministerium, dass russische Militärs an der Fath-360 im Iran ausgebildet werden. Diese Lieferung ist nach Ansicht westlicher Regierungen eine Eskalation des Russisch-Ukrainischen Krieges.

## Kampfeinsätze
Medien berichteten, im September 2022 hätte die Islamische Revolutionsgarde kurdische Stellungen im Nordirak mit mehreren Fath-360 und anderen Waffen angegriffen. Diese Aussage käme von der Islamischen Revolutionsgarde selbst. Bei dem Angriff gab es Tote und Verwundete auf kurdischer Seite.